# Schierlhof
Schierlhof ist ein Ortsteil der niederbayerischen Gemeinde Oberschneiding. Zur Einöde gehört ein mittelgroßer Landwirtschaftsbetrieb, der zwischen der Bundesstraße 20 und dem Ort Oberschneiding im fruchtbaren Gäuboden liegt. Er besteht aus etwa 50 Hektar Land- und Forstwirtschaftsflächen.

## Geografie
Der Schierlhof befindet sich am südlichen Rand des Gäubodens, etwa 700 Meter vom Zentrum Oberschneidings entfernt. Die Lage in den Ausläufern der Donauebene und die damit verbundene Bodengüte sicherten ein erfolgreiches Fortbestehen des Bauernhofes. 
Eine Besonderheit des Hofes ist die alleinige Lage in Nähe zu einem relativ großen landwirtschaftlich geprägten Dorf. Diese Nähe und trotzdem alleinige Stellung zeigt sich auch in der Verwaltungsgeschichte: der Schierlhof gehörte zur Gemeinde Niederschneiding, obwohl er sich deutlich näher an Oberschneiding befindet (Entfernung zu Niederschneiding etwa 1,5 km Luftlinie).

## Geschichte
Zum ersten Mal urkundlich erwähnt wurde der Schierlhof im Jahr 1200 (Monumenta Boica Register 22 Seite 41 im Kloster Niederalteich). Zu diesem Zeitpunkt hatte sich bereits das adelige Geschlecht der Schieringer, wovon auch der heutige Name des Hofes abgeleitet werden kann, im Großraum Oberschneiding sesshaft gemacht und dieses Anwesen gegründet. Den weiteren Verlauf der Hofgeschichte konnte man durch die Ortschronik von Oberschneiding herausfinden. Im 13. Jahrhundert veräußerten die Schieringer ihr Eigentum und gingen als Ordensritter nach Ostpreußen. Der nachfolgende Besitzer vermachte den Hof nach seinem Tod durch eine Schenkung an den Reichsstift Niedermünster.
Bis ins 17. Jahrhundert blieb das Anwesen im Besitz der Kirche. Nicht bekannt ist, wie es darauf in den Besitz der Familie Perkmer (später Bergmeier) überging. Aufgrund des Nichtvorhandenseins eines Erben vermachte man den Hof 1861 an die Familie Krinner, eine nahe Verwandtschaft.
1870 erwarb der aus Aiterhofen stammende Landwirt Rupert Nahmer den damals noch zur Gemeinde Niederschneiding gehörenden Schierlhof. Zwei Jahre darauf heiratete dieser Anna Reiter aus Schambach. In der Folgezeit bekam das Ehepaar innerhalb von 17 Jahren 15 Kinder (sieben Jungen, acht Mädchen) von denen jedoch elf, darunter alle Buben, an Krankheiten noch im Kindesalter starben. 1907 verkaufte Rupert Nahmer den Schierlhof und zog mit seiner Frau und seinen drei noch unverheirateten Töchtern nach Straubing. 
Nachdem sich der Hof bis 1910 im Besitz einer Firma befunden hatte, erwarb ihn schließlich Georg Müller aus Wirnsing. Im gleichen Jahr noch heirateten er und die Tochter des ehemaligen Besitzers Anna-Maria Nahmer. Das Paar bekam in der Folge fünf Kinder. Im Ersten Weltkrieg musste Georg Müller sein Leben lassen und ruht seitdem auf dem Soldatenfriedhof in Marseille in Südfrankreich. Kurz nach dem Krieg heiratete Anna-Maria Müller Josef Brunner aus Haberkofen, mit dem sie noch weitere sieben Kinder hatte. 
Später übernahm Rupert Müller, der jüngste Sohn aus der Ehe mit Georg Müller, den Hof. Seine Frau Magarete geborene Krä aus Aiterhofen, gebar bis 1966 fünf Kinder. Der älteste Sohn, der ebenfalls Rupert Müller heißt, ist zugleich der heutige Hofbesitzer. 1983 starb Rupert Müller sen., der auch am Zweiten Weltkrieg teilnahm, an Krebs.
Mittlerweile hat sich der Schierlhof zu einem modernen Landwirtschaftsbetrieb entwickelt. Auf den Ackerflächen werden zurzeit Weizen, Zuckerrüben, Kartoffeln und gelegentlich auch Mais angebaut. Die Viehzucht wurde schon lange eingestellt. Auf dem Grundstück befindet sich jedoch noch ein alter Kuhstall mit böhmischen Gewölben. Zusätzlich wurde der Hofkomplex im Laufe der Zeit um zwei große Lagerhallen erweitert, um die vielen modernen Landmaschinen unterzubringen.